# Svenska korkarbetareförbundet
Svenska korkarbetareförbundet var ett svenskt fackförbund inom Landsorganisationen (LO) som bildades 1901. Det uppgick 1909 i Svenska bryggeriarbetareförbundet. 

## Historia
- 1900 hölls en konferens på initiativ av Göteborgs korkarbetarefackförening i syfte att bilda ett landsomfattande förbund
- 1901 hölls en konstituerande kongress i Stockholm och Svenska korkarbetareförbundet bildades av ombud från tre fackföreningar med 166 medlemmar. Ordförande blev Wiktor Carlsson. Redan från början var många skeptiska till att bilda ett så litet förbund som Korkarbetareförbundet.
- 1906 skickades en motion till Svenska bryggeriarbetareförbundets kongress om att få uppgå i det förbundet. Motionen besvaras jakande.
- 1909 uppgick förbundet i Svenska bryggeriarbetareförbundet.